# خرم راه (زيلايي)
خرم راه (بالفارسية: خرم راه) هي قرية تقع في إيران في قسم زیلایی الريفي. يقدر عدد سكانها بـ 253 نسمة بحسب إحصاء 2016.